# Harold Glenn Corwin
Harold Glenn Corwin, également connu sous Harold G. Corwin Jr, né le 5 juin 1943 à Pasadena en Californie, est un astronome, écrivain et conférencier américain.

## Biographie

### Jeunesse
Harold Glenn Corwin est né à Pasadena le 5 juin 1943. Il s’intéresse très tôt à l’astronomie, initié à la reconnaissance des constellations par son père qui l'a encouragé à découvrir le côté intrinsèque des étoiles,.

### Études deuxième cycle universitaire
Harold entre à l’Université du Kansas en 1961.
En 1965, il découvre la recherche pratique de galaxies sur une invitation de Gérard de Vaucouleurs alors à l’Université du Texas.
En 1967 obtient son Master of Arts sur les groupes de galaxies.

### Doctorat
Après quatre années, de 1967 à 1971, passées dans l’US Air Force comme officier où il a rencontré sa futur épouse Kathleen (Challoner) Castellini également officier de l'Air Force (ils se marieront  en 1977) , il reprend un poste permanent à l'Université du Texas sur le deuxième catalogue de référence des galaxies brillantes.
En 1976, le couple reprend ses études en vue d’un doctorat sur l’étude préliminaire d'un superamas de galaxies à l'Université d'Édimbourg en Écosse.En 1981, il obtient son doctorat en physique et astronomie avec sa thèse The Indus Supercluster,.

## Travaux

### Hémisphère sud
En collaboration avec Ronald Olowin, connu pendant ses études à l'Université du Kansas, sur les galaxies couvrant les régions du l'hémisphère sud et omises dans le catalogue Abell. Ils publient en 1989 « Southern Survey », 
Travaux avec Gérard de Vaucouleurs pendant dix ans sur le troisième catalogue de référence des galaxies brillantes (RC3) et le catalogue des galaxies du sud (1985).

### Galaxies lumineuses, photométrie et astrométrie spatiales
De 1986 à 1991 études et publications :
- La distance du superamas d'Hercule à les supernovae et les galaxies spirales de type Sbc ainsi que la constante de Hubble.

- L'indice de luminosité Λ comme indicateur de distance et la structure de l'amas de la Vierge[8].

- Troisième catalogue de référence des galaxies lumineuses (RC3)[9],[6].

Avec l'Astronomical Society of the Pacific étude de certaines erreurs systématiques pour la photométrie et l'astrométrie spatiales avec le détecteur CCD.

### Base de données extragalactique NED
Travaux au California Institute of Technology sur la base de données extragalactique NASA/IPAC (NED) pour le centre de traitement et d'analyse infrarouge la base de données initiale d'environ 50 000 galaxies optiques s'accroît jusqu'à des millions de galaxies extragalactiques. Elle est destinée  aux astronomes de recherche professionnels et à la communauté amateur,.

### Projet NGC/IC
Le catalogue des objets NGC et IC demandaient une révision pour clarifier les positions de galaxies de six secondes et une minute d’arc ainsi qu’une meilleure codification de galaxies anciennement découvertes ayant un nom mal formaté.
Harold Corwin a travaillé plusieurs décennies pour collecter et améliorer les données d’objets NGC/IC grâce aux nouveaux télescopes terrestres et spatiaux ainsi qu’aux systèmes photométriques développés pour le catalogue RC3.
Il enrichit ses bases avec les correspondances de Courtney Seligman, Steve Gottlieb, Yann Pothier, Steve Waldee et Scott Harrington sources très précieuses de corrections à ces dossiers,.

### Union Astronomique International
Membre actif de l’UAI à la Division A Astronomie fondamentale et de la division J galaxies et cosmologie. Auparavant membre de la division Galaxies et l’Univers jusqu’en 2012 et membre de la Commission Galaxies jusqu'en 2015. Il a participé à ses thèmes de recherche notamment l'histoire et la philosophie de l'astronomie, Instrumentation, méthodes et techniques astronomiques, bases de données astronomiques et les catalogues, astrométrie et mécanique céleste, les étoiles  supernovae, les galaxies  amas, distances et redshifts, photométrie, Cosmologie observations, échelle de distance, structure de l'Univers à grande échelle.
Du 12 au 14 avril 1988, il participe à la conférence donnée à l'Institut d'Astrophysique de Paris pour honorer l’anniversaire des 70 ans  de Gérard de Vaucouleurs.

## Publications
(en) Ronald J. Buta, Harold G. Corwin, Stephen C. Odewahn, The de Vaucouleurs Atlas of Galaxies, Cambridge, Cambridge University Press, 2007, 356 p. (ISBN 978-0-521-82048-6)(en) Harold Corwin, Southern galaxy catalogue: A catalogue of 5481 galaxies south of declination -17 degrees found on 1.2-m U.K. Schmidt IIIa-J plates (The University of Texas monographs in astronomy), Austin Texas, Dept. of Astronomy, University of Texas, 1985, 308 p. (ISBN 978-0-960-37963-7)
(en) Giuseppe Longo, Antoinette de Vaucouleurs, Harold G. Corwin, A general catalogue of photoelectric magnitudes and colors in the U, B, V system of 3,578 galaxies brighter than the 16-th V-magnitude (1936-1982), Austin (Texas), Dept. of Astronomy, University of Texas, 1983 (ISBN 978-0-960-37962-0)